# Ciocașu, Alba
Ciocașu (maghiară Csókás) este un sat în comuna Vințu de Jos din județul Alba, Transilvania, România. La recensământul din 2002 avea o populație de 18 locuitori.